# Noria de Ángeles
Noria de Ángeles è una municipalità dello stato di Zacatecas, nel Messico centrale, il cui capoluogo è la località omonima.
Conta 15.607 abitanti (2010) e ha una estensione di 408,33 km².
La prima parte nome della municipalità è dovuto alla presenza di un noria, mentre la seconda parte è dedicato alla Vergine degli Angeli.